# Pseudoplon
Pseudoplon is een kevergeslacht uit de familie van de boktorren (Cerambycidae). De wetenschappelijke naam van het geslacht werd voor het eerst geldig gepubliceerd in 1971 door Martins.

## Soorten
Pseudoplon omvat de volgende soorten:
- Pseudoplon oculatum Martins, 1971
- Pseudoplon rasile Napp & Martins, 1985
- Pseudoplon transversum Napp & Martins, 1985